# Unterseeboot 1056
L'Unterseeboot 1056 ou U-1056 est un sous-marin allemand (U-Boot) de type VIIC utilisé par la Kriegsmarine pendant la Seconde Guerre mondiale.
Le sous-marin est commandé le 5 juin 1941 à Kiel (Arsenal Germania), sa quille posée le 21 juin 1943, il est lancé le 30 mars 1944 et mis en service le 29 avril 1944, sous le commandement de l'Oberleutnant zur See Rudolf Schwarz.
L'U-1056 ne coule ni n'endommage de navire, n'ayant pris part à aucune patrouille de guerre.
Il est sabordé en mai 1945.

## Conception
Unterseeboot type VII, l'U-1056 avait un déplacement de 769 tonnes en surface et 871 tonnes en plongée. Il avait une longueur totale de 67,10 m, un maître-bau de 6,20 m, une hauteur de 9,60 m et un tirant d'eau de 4,74 m. Le sous-marin était propulsé par deux hélices de 1,23 m, deux moteurs diesel Germaniawerft M6V 40/46 de 6 cylindres en ligne de 1 400 cv à 470 tr/min, produisant un total de 2 060 à 2 350 kW en surface et de deux moteurs électriques Brown, Boveri & Cie GG UB 720/8 de 375 cv à 295 tr/min, produisant un total 550 kW, en plongée. Le sous-marin avait une vitesse en surface de 17,7 nœuds (32,8 km/h) et une vitesse de 7,6 nœuds (14,1 km/h) en plongée. Immergé, il avait un rayon d'action de 80 milles marins (150 km) à 4 nœuds (7,4 km/h; 4,6 milles par heure) et pouvait atteindre une profondeur de 230 m. En surface son rayon d'action était de 8 500 milles nautiques (soit 15 700 km) à 10 nœuds (19 km/h).
L'U-1056 était équipé de cinq tubes lance-torpilles de 53,3 cm (quatre montés à l'avant et un à l'arrière) et embarquait quatorze torpilles. Il était équipé d'un canon de 8,8 cm SK C/35 (220 coups), d'un canon antiaérien de 20 mm Flak et d'un canon 37 mm Flak M/42 qui tire à 15 350 mètres avec une cadence théorique de 50 coups par minute. Il pouvait transporter 26 mines TMA ou 39 mines TMB. Son équipage comprenait 4 officiers et 40 à 56 sous-mariniers.

## Historique
Il suit sa période d'entraînement à la 5. Unterseebootsflottille jusqu'à son sabordage.
Étant à l'instruction à la fin de la guerre, il ne prend part à aucune patrouille ni à un quelconque combat.
L'U-1056 est sabordé dans la baie de Gelting à la position géographique 54° 48′ N, 9° 49′ O, par son équipage le 5 mai 1945, exécutant l’ordre donné par l’Amiral Dönitz.
Son épave est renflouée puis démolie après la guerre.

## Affectations
- 5. Unterseebootsflottille du 29 avril 1944 au 5 mai 1945 (Période de formation).

## Commandement
- Oberleutnant zur See Rudolf Schwarz du 29 avril 1944 à décembre 1944.
- Oberleutnant zur See Gustav Schröder de janvier 1945 au 5 mai 1945.